# Tangos volés
Tangos volés (en castellà Tangos robados) és una pel·lícula franco-espanyola de comèdia romàntica dirigida per l'argentí Eduardo de Gregorio, estrenada el 2002.

## Argument
A París, Martin, un jove guionista argentí del qual es rebutgen els guions, treballa per manca de res millor com a tècnic de cinema i s'escapa de la seva rutina diària projectant-se en un història romàntica ambientada als anys 1930 on regna el tango a l'Argentina. Com la resta de protagonistes, s'inspira en persones que graviten al seu voltant, en particular Alice, una jove actriu que l'atreu. Però la seva història se li escapa i esdevé inextricable enredar somni i realitat.

## Repartiment
- Liberto Rabal : Martin/Raimundo
- Sylvie Testud : Alice/Paula
- Guy Marchand : Lamblin/Bastiani
- Juan Echanove : Octave
- Kiti Mánver : Valentina
- Atmen Kelif : Félix
- Agnès Château : Marguerite/Christina
- Céline Miliat : Charlotte/Maria
- Andrea Bronston : la comtesse

## Reconeixements
Va participar com a part de la secció oficial a la XXII edició de la Mostra de València.